# María Isabel Chorobik de Mariani
María Isabel Chorobik de Mariani, "Chicha" (San Rafael, 19 de novembro de 1923 - Buenos Aires, 20 de agosto de 2018) foi uma ativista de direitos humanos na Argentina, fundadora e segunda presidenta da Associação Avós da Praça de Maio, da qual se separou em 1989 para fundar em 1996 a Associação Anahí.
Em 2007 recebeu da Legislatura de la Ciudad de Buenos Aires, diploma de honra por sua tarefa em favor dos direitos humanos.

## Biografia
María Isabel nasceu em San Rafael, na província de Mendoza, em 1923. Em 1951, casou-se com o diretor de orquestra e violinista Enrique José Mariani (1921-2003). Durante a ditadura militar argentina, chamada de Processo de Reorganização Nacional (1976-1983), no dia 24 de novembro de 1976, as forças de segurança atacaram a casa de seu filho, Daniel Mariani e sua nora, Diana Teruggi, em La Plata, ambos militantes de Montoneros. O casal tinha acabado de ter uma filha, Clara Anahí. No ataque morreu sua nora e outros quatro militantes foram sequestrados, incluindo o bebê. No ano seguinte, Daniel também seria assassinado.
Ao receber a notícia de que sua neta tinha sobrevivido ao ataque, María Isabel começou sua busca. Ele procurou os quartéis, delegacias de polícia, tribunais, sem obter resultados e, em muitos casos, sendo maltratada ou ameaçada por fazê-lo. O Monsenhor da Igreja Católica, Emilio Graselli, confirmou que sua neta estava viva, mas também sabia que ela tinha sido entregue a uma família influente e que a igreja não estava disposta a entregar-lhe a menina.
No final de 1977, ela conheceu Alicia Zubasnabar de De la Cuadra, também conhecida como "Licha", uma ativista argentina dos direitos humanos. As duas, juntas de outras mães e avós de desaparecidos, resolveram criar uma associação em busca de seus parentes desaparecidos.

## As Avós da Praça de Maio
Com o golpe de estado de 24 de março de 1976, o simples ato de perguntar pelo paradeiro de um familiar detido ou desaparecido poderia resultar em prisão e até desaparecimento. Naquela época, a situação de desamparo e desamparo dos familiares dos desaparecidos era extrema, pois nenhuma democracia no mundo, nem a Igreja Católica de grande influência no país, nem organizações humanitárias internacionais, queriam ou podia interferir. Também não era possível recorrer à justiça, já que os juízes argentinos negavam qualquer pedido de habeas corpus.
Com este cenário, mães, pais e familiares de desaparecidos iniciaram um movimento de resistência pacífica, que se tornaria histórico. A proposta foi feita por Azucena Villaflor, fundadora das Mães da Praça de Maio, que seria depois presa e assassinada pela ditadura argentina.
Em 30 de abril de 1977, elas começaram a marchar toda quinta-feira ao redor da Pirâmide de Maio, na praça de mesmo nome, em frente à Casa Rosada, sede do governo argentino. Para atrair a atenção, as mulheres decidiram cobrir os cabelos com uma fralda de pano branca. O grupo rapidamente ganhou o nome de Mães da Praça de Maio e apenas por sua presença silenciosa e pacifica na praça começou a pressão nacional e internacional para que o governo desse informações sobre o paradeiro de pessoas desaparecidas. Inicialmente, a ditadura militar tentou explicar a presença delas na praça como sendo "loucas".
Entre estas mães e avós estava Alicia, que começou a participar das marchas em 1977, junto do marido e de Hebe de Bonafini. Nessa época, María Isabel começou a procurar outras mães de desaparecidos que, como ela, também procuravam seus netos. Ela acabou se juntando a outras avós, por Lidia Pegenaute, uma advogada que trabalhava na vara da infância em La Plata, onde tentava encontrar alguma solução para o caso da neta de María Isabel. Lidia foi um dos raros casos no judiciário argentino que colaboraram com as famílias de desaparecidos.
| “ | Licha (Alicia de De la Cuadra) buscou as outras avós que conhecida da Praça de Maio e decidimos trabalhar juntas. Éramos 12 neste momento. Me espantou muito vê-las tão calmas, tão serenas; já eu, eu era um desastre, choro contínuo, e as via tão calmas e disse a mim mesma: "Eu tenho que ser como elas." Primeiro nos tornamos conhecidas como as Avós Argentinas de Netos Desaparecidos. Mas nós estávamos crescendo, as pessoas começaram a nos conhecer e chamar de as Avós da Praça de Maio. | ” |

As doze avós se fundadoras do movimento se reuniram pela primeira vez em 21 de novembro de 1977. Eram elas:
- María Isabel Chorobik de Mariani,
- Beatriz H. C. Aicardi de Neuhaus,
- Eva Márquez de Castillo Barrios,
- Alicia Zubasnabar de De la Cuadra,
- Vilma Delinda Sesarego de Gutiérrez,
- Mirta Acuña de Baravalle,
- Haydee Vallino de Lemos,
- Leontina Puebla de Pérez,
- Delia Giovanola de Califano,
- Raquel Radio de Marizcurrena,
- Clara Jurado e
- María Eugenia Casinelli de García Irureta Goyena.[6][10]

Alicia Zubasnabar foi a primeira presidente, seguida de María Isabel. Inicialmente, elas usavam o nome de Avós Argentinas de Netos Desaparecidos, mas em 1980, organizaram-se legalmente pelo nome que as tornariam famosas, as Avós da Praça de Maio. Este grupo secundário das Mães da Praça de Maio entendia que a situação das crianças sequestradas pelas forças de segurança era diferente da situação de seus pais e mães e que eram necessárias estratégias novas e metodologias específicas para poder recuperá-los.
Apesar dos riscos, as Avós iniciaram uma tarefa de investigação para localizar seus netos, sem abandonar as buscas por seus filhos e empreenderam uma campanha de conscientização nacional e internacional em busca dos desaparecidos e escancarando o escândalo do sequestro de bebês durante a ditadura.
Com a queda do regime e o retorno da democracia em 10 de dezembro de 1983, as avós organizaram uma associação civil sem fins lucrativos, com Alicia Zubasnabar como presidente. Com María Isabel como presidente, ela sugeriu que as avós utilizassem os avanços da genética para estabelecer um sistema de familiares, algo sem precedentes até o momento, e e pressionaram o Estado a processar os responsáveis pelos sequestros das crianças, considerando-os como parte do processo de amplo plano de repressão estatal.
Em 1989, por diferenças entre os membros da associação das Avós, María Isabel fundou uma organização para promover os direitos humanos, chamada de Associação Anahí, em homenagem à sua neta desaparecida, Clara Anahí Mariani.

## Casa Mariani-Teruggi
Diana Teruggi, estudante de Letras e Daniel Mariani, licenciado em Economia, se mudaram em 1975 com sua única filha, Clara Anahí, para uma casa em La Plata, que funcionou também como uma das casas dos Montoneros na cidade e onde se escondia a revista clandestina e oposta ao regime, Evita Montonera.
Em 24 de novembro de 1976, a casa foi atacada por 3 horas por mais de cem membros do Exército e da Polícia de Buenos Aires. Todos os adultos que estavam lá naquele dia foram assassinados: além de Teruggi,  Porfidio, Daniel Mendiburu Eliçabe, Juan Carlos Peiris e Alberto Bossio. Clara Anahí Mariani foi levada viva e sequestrada naquele dia. No dia do ataque que Daniel Mariani tinha saído para trabalhar em Buenos Aires; por oito meses ele trabalhou para a organização Montoneros. Em 1 de agosto de 1977, ele foi assassinado.
Nas paredes e tetos da casa é possível ver o impacto das balas e o sangue das pessoas assassinadas. Em 1998 a casa foi recuperada e aberta ao público. Nesse mesmo ano foi declarado de Interesse Municipal, declarado Patrimônio Cultural da Província de Buenos Aires em 2000, declarado de Interesse Nacional em 2003, e Monumento Histórico Nacional em 2004.

## A falsa neta
Em 24 de dezembro de 2015, uma mulher de Córdoba ligou para a casa das Avós da Praça de Maio, afirmando que era Clara Anahí, a neta desaparecida. Como evidência, mostrou um teste genético de um laboratório privado, em que se afirmava que havia uma compatibilidade de 99,9 %. Porém, ela ocultou o fato de que, em 25 de junho de 2015, o Banco Nacional de Dados Genéticos informara pessoalmente que ela não tinha nenhuma afiliação com qualquer pessoa desaparecida.
No entanto, a mulher ocultou o fato de que, em 25 de junho de 2015, o Banco Nacional de Dados Genéticos informara pessoalmente que ela não tinha nenhuma afiliação com qualquer pessoa desaparecida.

## Morte
María Isabel morreu em Buenos Aires, em 20 de agosto de 2018, aos 94 anos. Segundo seu médico, a causa foi complicações respiratórias causadas por um AVC que María teve em 7 de agosto. María não encontrou sua neta.